# Joaquín Magistris
Pour les articles homonymes, voir Magistris.
Joaquín Magistris, mort le 4 avril 1882 à Madrid, est un dessinateur et lithographe espagnol.

## Biographie
Dessinateur et lithographe, il est notamment l'auteur d'un portrait de grande taille de la reine Isabelle II, des lithographies qui illustrent la revue de mode réputée intitulée La Guirnalda, d'une Cartilla de dibujo aplicada a las labores, une série de portraits du duc de la Victoria et du général Serrano, ainsi que pour ses illustrations pour l'édition de 1878 de Don Quichotte,. Il meurt le 4 avril 1882 à Madrid,.

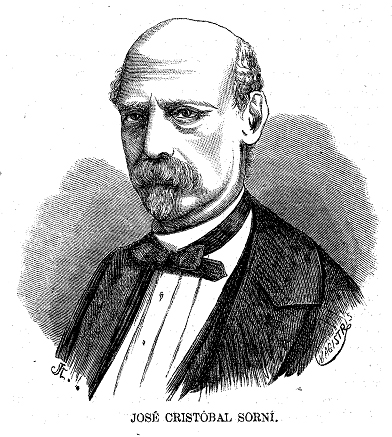
Portrait de José Cristóbal Sorní (1873, lithographie de Magistris parue dans El Museo Universal).
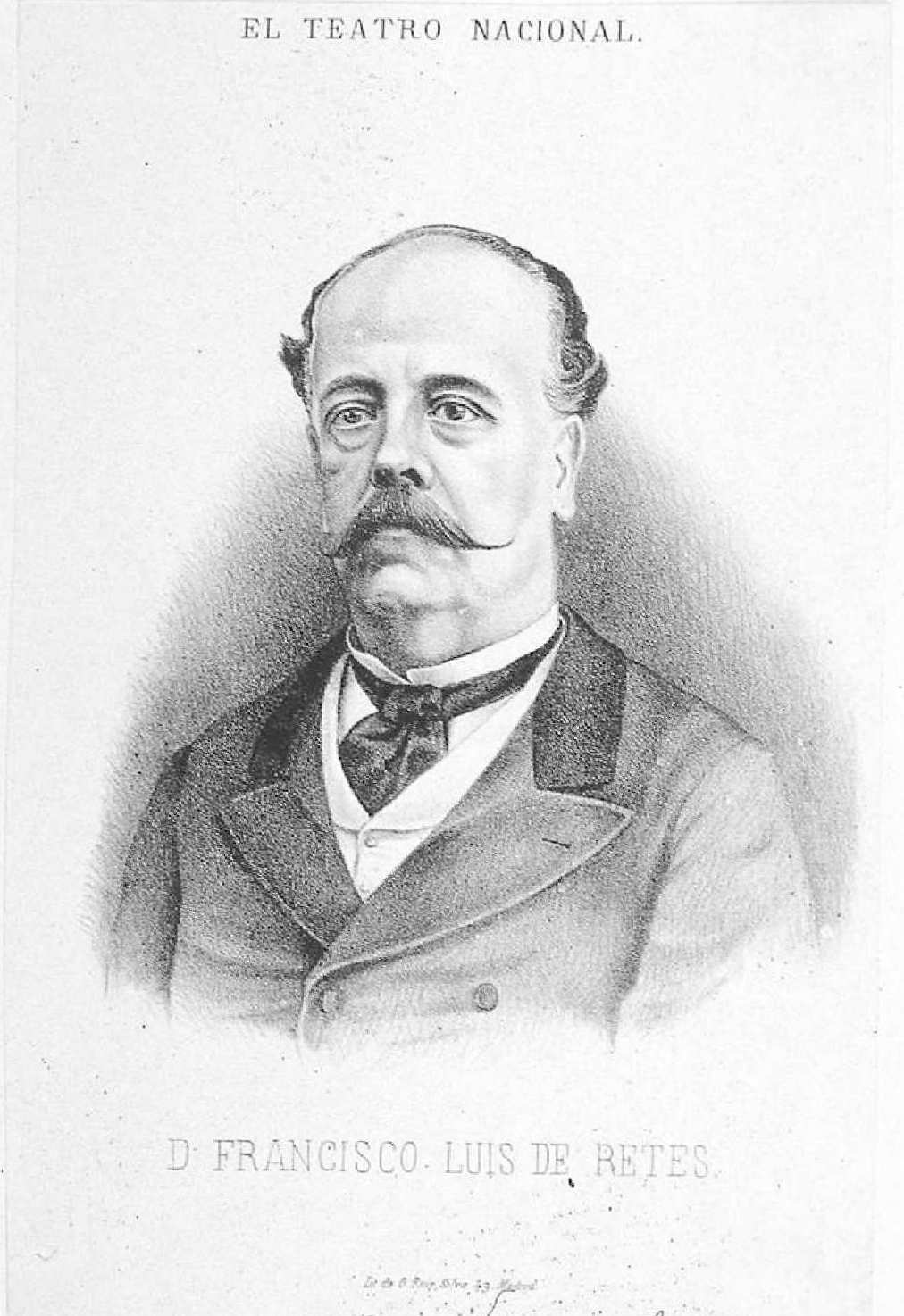
Portrait de Francisco Luis de Retes (es) (1871, lithographie de Magistris parue dans El Teatro Nacional).
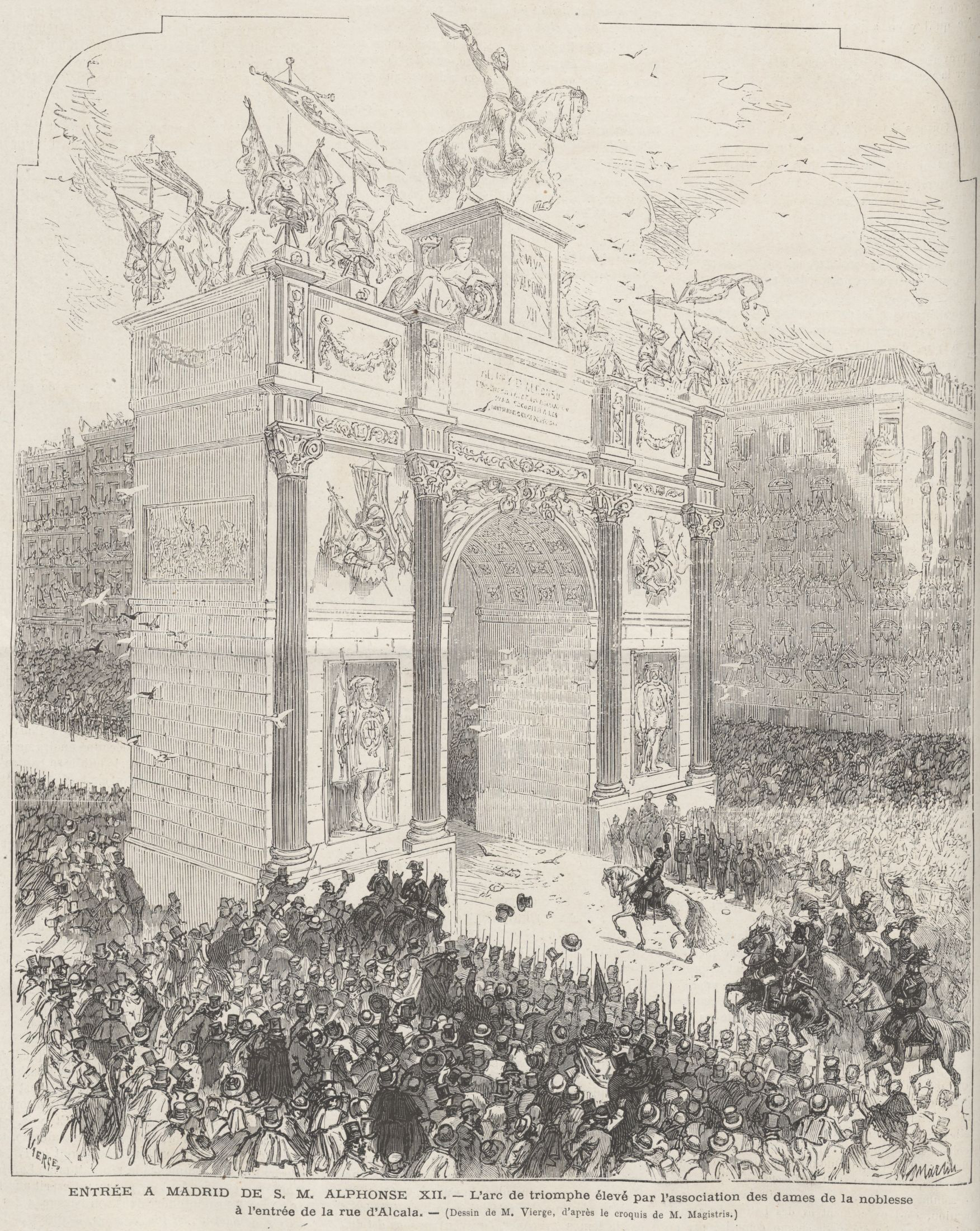
Entrée a Madrid de Alphonse XII, l'arc de triomphe élevé par l'association des dames de la noblesse à l'entrée de la rue d'Alcala, de Vierge (dessin de M. Vierge, d'après le croquis de Magistris, paru dans Le Monde illustré).